# Vzpírání na Letních olympijských hrách 1980
Vzpěračské soutěže na Letních olympijských hrách 1980 v Moskvě.

## Medailisté

### Muži
| Kategorie | Zlato                                     | Stříbro                                              | Bronz                                               |
| --------- | ----------------------------------------- | ---------------------------------------------------- | --------------------------------------------------- |
| 52 kg     | Kanybek Osmonaliyev · Sovětský svaz (URS) | Ho Bong Chol · Severní Korea (PRK)                   | Han Gyong Si · Severní Korea (PRK)                  |
| 56 kg     | Daniel Núñez · Kuba (CUB)                 | Jurik Sarkisjan · Sovětský svaz (URS)                | Tadeusz Dembończyk · Polsko (POL)                   |
| 60 kg     | Viktor Mazin · Sovětský svaz (URS)        | Stefan Dimitrov · Bulharsko (BUL)                    | Marek Seweryn · Polsko (POL)                        |
| 67,5 kg   | Janko Rusev · Bulharsko (BUL)             | Joachim Kunz · Německá demokratická republika (GDR)  | Mincho Pashov · Bulharsko (BUL)                     |
| 75 kg     | Asen Zlatev · Bulharsko (BUL)             | Aleksandr Pervi · Sovětský svaz (URS)                | Nedelcho Kolev · Bulharsko (BUL)                    |
| 82,5 kg   | Jurik Vardanjan · Sovětský svaz (URS)     | Blagoy Blagoev · Bulharsko (BUL)                     | Dušan Poliačik · Československo (TCH)               |
| 90 kg     | Péter Baczakó · Maďarsko (HUN)            | Rumen Aleksandrov · Bulharsko (BUL)                  | Frank Mantek · Německá demokratická republika (GDR) |
| 100 kg    | Ota Zaremba · Československo (TCH)        | Igor Nikitin · Sovětský svaz (URS)                   | Alberto Blanco · Kuba (CUB)                         |
| 110 kg    | Leonid Taranenko · Sovětský svaz (URS)    | Valentin Khristov · Bulharsko (BUL)                  | György Szalai · Maďarsko (HUN)                      |
| +110 kg   | Sultan Rakhmanov · Sovětský svaz (URS)    | Jürgen Heuser · Německá demokratická republika (GDR) | Tadeusz Rutkowski · Polsko (POL)                    |

## Přehled medailí
| Pořadí | Země                                 | Zlato | Stříbro | Bronz | Celkově |
| ------ | ------------------------------------ | ----- | ------- | ----- | ------- |
| 1      | Sovětský svaz (URS)                  | 5     | 3       | 0     | 8       |
| 2      | Bulharsko (BUL)                      | 2     | 4       | 2     | 8       |
| 3      | Kuba (CUB)                           | 1     | 0       | 1     | 2       |
| 3      | Československo (TCH)                 | 1     | 0       | 1     | 2       |
| 3      | Maďarsko (HUN)                       | 1     | 0       | 1     | 2       |
| 6      | Německá demokratická republika (GDR) | 0     | 2       | 1     | 3       |
| 7      | Severní Korea (PRK)                  | 0     | 1       | 1     | 2       |
| 8      | Polsko (POL)                         | 0     | 0       | 3     | 3       |
| Celkem | Celkem                               | 10    | 10      | 10    | 30      |